# クカオ湖とウィジンコ湖
クカオ湖とウィジンコ湖はチリのチロエ島にある湖。二つは海峡で繋がっており水文学上は一つの湖となる。二つの湖はチリ沿岸山脈のチロエ島の部分に当たるPiuchén山脈（北側）とPirulil山脈（南側）を切り裂くよう東西に並んでいる。クカオ湖の西端からクカオ川（またはデサグアデロ川）が流れ出し、太平洋へと注いでいる。
面積43.8 km²